# Третья мировая (телесериал)
«Третья мировая» — российский 4-серийный сериал 2013 года режиссёра Александра Котта, сюжет по личному опыту сценариста Николая Лырчикова.

## Сюжет
1962 год, глухая деревня Пашино в средней полосе. Сюда направлена молодая учительница Женя, за которой ухаживает шофёр Юра. Из Москвы к местной знахарке приезжает сын высокопоставленного чиновника Саша, который тоже ухаживает за учительницей, но в него влюбляется дочка знахарки Зина.
Любовные перипетии разворачиваются на фоне военного кризиса между СССР и США — чтобы не сеять панику мобилизационные сборы начинаются по отдалённым деревням, жители села получают повестки из военкомата, сельских мужиков собирают в военном лагере, при этом связь с Москвой то и дело теряется, а всякая гроза кажется началом атомной бомбардировки, и жители глубинки думают, что вот-вот начнётся Третья мировая война, что приводит к драматическим последствиям при обычных условиях обычных любовных отношений.
В последней серии показано, как спустя сорок лет спустя Женя и Саша приезжают в деревню, встречаясь с Зиной и Юрой, вспоминают любовные переживания прошлых лет и пытаются объясниться и осмыслить тогда произошедшее.
В конце фильма звучит стихотворение «Простые строки» Николая Асеева.

## В ролях
В главных ролях:
В юности:
- Светлана Смирнова-Марцинкевич — Женя, учительница немецкого языка
- Николай Иванов — Юрий Иванович, шофёр
- Мария Луговая — Зина, внучка Темнихи
- Михаил Гаврилов-Третьяков — Саша Бобровский

Спустя сорок лет:
- Ольга Науменко — Евгения Павловна
- Владимир Меньшов — Юрий Иванович
- Валентина Теличкина — Зинаида
- Лев Прыгунов — Александр Сергеевич Бобровский

В остальных ролях:
- Александр Коршунов — Тимофей Семенович Жилин, председатель колхоза
- Людмила Полякова — Темниха, знахарка
- Никита Высоцкий — Сергей Васильевич Бобровский, отец Саши, работник ЦК
- Ирина Основина — Вера Геннадьевна
- Макс Максимов — дед Максим
- Игорь Хрипунов — Гриша, колхозник
- Сергей Уманов — Митяй, колхозник
- Сергей Власов — Ефимыч, колхозник
- Татьяна Мархель — Реброва, колхозница, квартирная хозяйка Евгении
- Семён Трескунов — Петька, внук деда Максима
- Марина Поляк — Антонина Матвеевна, мать Юрия
- Татьяна Шатилова — Нина Ильинична, директор школы
- Анна Галинова — Полина, жена Гриши
- Юлия Полынская — Наталья, жена Митяя
- Александр Синюков — Воронов, колхозник
- Анна Гуляренко — Степанида, колхозница
- Анна Цуканова-Котт — Рая, продавщица
- Максим Костромыкин — Федя, муж Раи
- Леонид Громов — Павел, отец Жени
- Тамара Акулова — мать Жени
- Сергей Бадичкин — Владлен Петрович, секретарь райкома КПСС
- Игорь Волков — Андрей Яковлевич, генерал, гость Бобровского
- Владимир Симонов — артист Кио из Москвы

## Съёмки
Местами съёмок стали деревни Вышневолоцкого и Удомельского районов Тверской области, так можно видеть деревню Осечно, а главной площадкой стало село Овсище, для создания атмосферы советской деревни начала 1960-х для построена лишь одна декорация — здание сельсовета, в фильме присутствуют натуральные пейзажи и интерьеры.

## Критика
Обаятельный «деревенский» ретросериал из четырёх серий, действие которого происходит в советской глубинке на фоне эскалации Карибского кризиса. 
Есть тут и юмор, и любовь, и размышления «о судьбах нации», и все это под уверенной режиссурой Александра Котта.— Фильм.ру